# Grand Prix automobile de Belgique 1967
GP précédent GP suivant
Le Grand Prix de Belgique 1967 (XXVIIe Grand Prix de Belgique / XXVII Grote Prijs van Belgie), disputé sur le circuit de Spa-Francorchamps le 18 juin 1967, est la cent-cinquante-quatrième  épreuve du championnat du monde de Formule 1 courue depuis 1950 et la quatrième manche du championnat 1967.

## Contexte avant la course

### Le championnat du monde
Depuis la saison précédente, la Formule 1 a adopté la réglementation trois litres pour les monoplaces à moteur atmosphérique, avec également possibilité d'utilisation de moteurs suralimentés, un coefficient deux étant alors appliqué pour la cylindrée (soit un maximum de 1 500 cm3 en cas d'utilisation d'un compresseur volumétrique ou d'un turbocompresseur). La réglementation s'appuie sur les points suivants :
- pas de cylindrée minimale
- cylindrée maximale : 3 000 cm3 si moteur atmosphérique ou 1 500 cm3 si moteur suralimenté
- poids minimal : 500 kg (à sec)
- roues non carénées
- double circuit de freinage obligatoire
- arceau de sécurité obligatoire (le haut du cerceau devant dépasser le casque du pilote)
- démarreur de bord obligatoire
- carburant commercial obligatoire
- ravitaillement en huile interdit durant la course
- distance minimale d'un Grand Prix : 300 km
- distance maximale d'un Grand Prix : 400 km
- distance minimale pour être classé : 90% de la distance parcourue par le vainqueur

Ayant combiné un châssis maniable et léger avec l'usage d'un moteur fiable dérivé de la grande série, le pilote-constructeur Jack Brabham avait dominé la saison 1966, obtenant, sur une voiture de sa marque, son troisième titre mondial. La lutte s'annonce cependant plus serrée pour l'année 1967. Alliant puissance et légèreté, la nouvelle Lotus 49 à moteur V8 Cosworth s'annonce toutefois une redoutable concurrente pour l'équipe Brabham, la dernière création de Colin Chapman s'étant imposée dès sa première sortie à Zandvoort, Jim Clark ayant facilement remporté la victoire devant le champion du monde. Devenu également pilote constructeur, Dan Gurney dispose, avec son Eagle à moteur V12 Weslake, d'une monoplace puissante et efficace et en fait la démonstration en s'imposant brillamment lors de la Course des Champions, à Brands Hatch. Grâce à Denny Hulme, vainqueur du Grand Prix de Monaco et figurant régulièrement aux avant-postes, l'équipe Brabham occupe cependant la tête du championnat du monde.

### Le circuit
Depuis 1921, les routes reliant Francorchamps, Malmedy et Stavelot sont régulièrement organisées utilisées pour l'organisation de courses motocyclistes ou automobiles. Les événements majeurs empruntant le tracé de quatorze kilomètres sont les 24 Heures de Spa (course de voitures de tourisme), le Grand Prix automobile de Belgique, le Grand Prix moto de Belgique et les 1000 km de Spa-Francorchamps (épreuve d'endurance automobile). Composé des courbes très rapides, le circuit se caractérise par un relief marqué et ne comporte qu'un seul virage «lent», l'épingle de la Source, situé juste avant la ligne de départ. Le record officiel de la piste est détenu par le pilote britannique Mike Parkes, auteur sur une Ferrari 330 P3 d'un tour à 224,2 km/h lors de l'édition 1966 des 1000 km de Spa.

## Monoplaces en lice
- Brabham BT19 et BT24 "Usine"

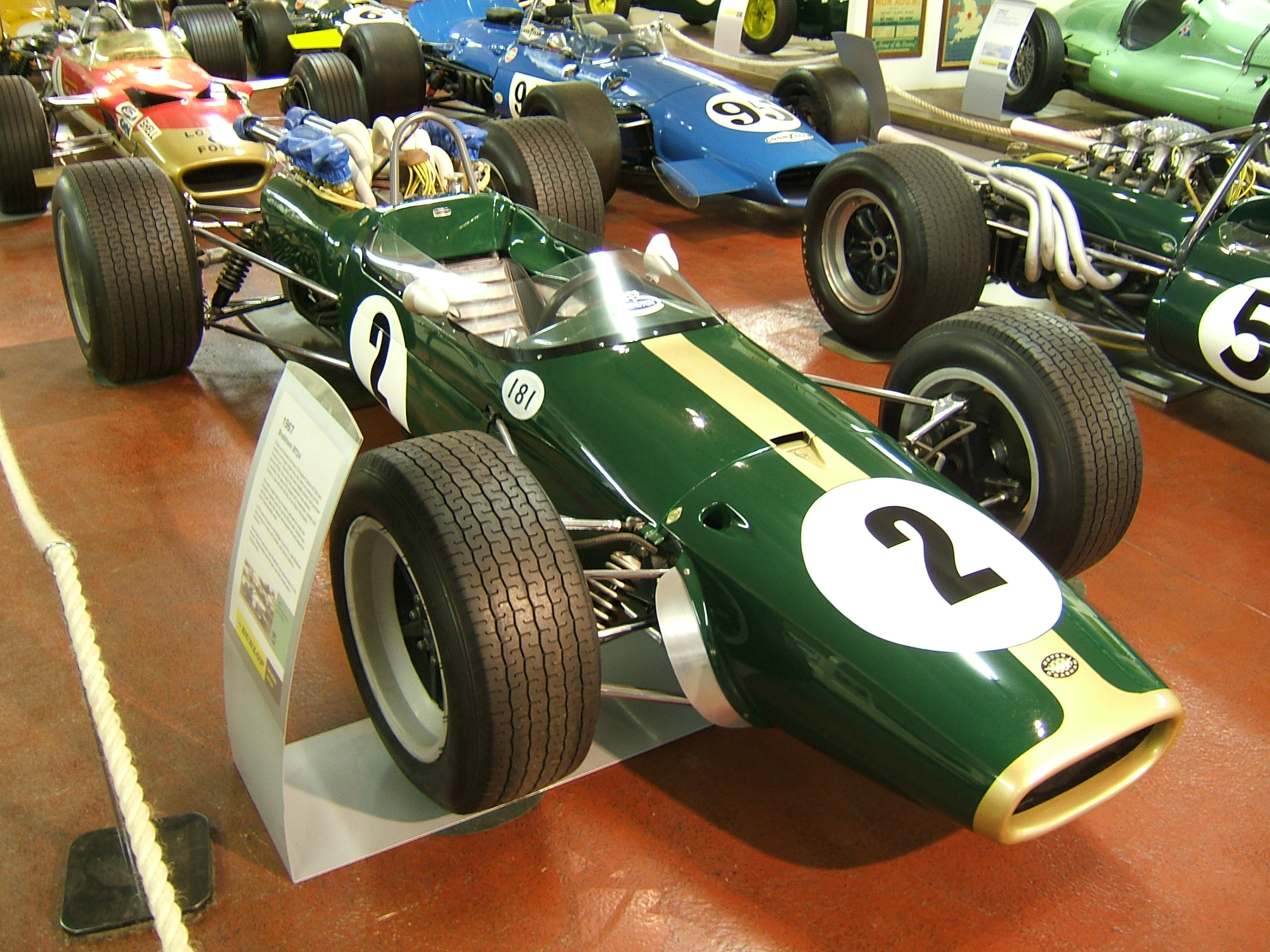
La petite Brabham BT24, à moteur V8 Repco.

Apparue lors des essais du Grand Prix des Pays-Bas, la BT24 reprend le châssis multitubulaire de la BT23 de Formule 2, sur lequel a été adapté le V8 Repco à échappement central, couplé à une boîte de vitesses Hewland DG300 à cinq rapports. Alimenté par un système d'injection mécanique Lucas, ce V8 développe 330 chevaux à 8000 tr/min. Très compacte, la BT24 pèse 510 kg à vide. Seul Jack Brabham en disposera à Francorchamps, la deuxième voiture de ce type étant en cours de réalisation. Son coéquipier Denny Hulme pilotera la BT19 utilisée jusqu'alors par l'Australien. Dotée du même moteur et de la même transmission que la BT24, elle pèse 540 kg. Les Brabham sont équipées de pneus 
Goodyear.
- Brabham BT11 privée

L'ancien champion motocycliste Bob Anderson pilote son habituelle Brabham BT11, dotée d'un ancien moteur quatre cylindres Climax FPF de 2,7 litres, d'une puissance de l'ordre de 260 chevaux à 6800 tr/min. Il utilise des pneus Firestone.
- Ferrari 312 "Usine"

Depuis la disparition de Lorenzo Bandini en mai, Chris Amon assume le rôle de premier pilote au sein de la Scuderia Ferrari. Il a pour coéquipiers Mike Parkes et Ludovico Scarfiotti. Amon et Scarfiotti disposent des versions 1967 de la 312, Parkes d'un modèle 1966 à empattement allongé, mieux adapté à sa grande taille. Monoplaces à structure monocoque, les 312 sont animées par un V12 «36 soupapes» à double allumage, alimenté par injection indirecte Lucas. La puissance maximale est de 390 chevaux à 10000 tr/min. La transmission est assurée par une boîte cinq vitesses. Les modèles 1967 pèsent 550 kg à vide, environ 50 de moins que le modèle précédent, moins bien profilé. Les Ferrari ont des gommes Firestone.
- Cooper T81 "Usine"

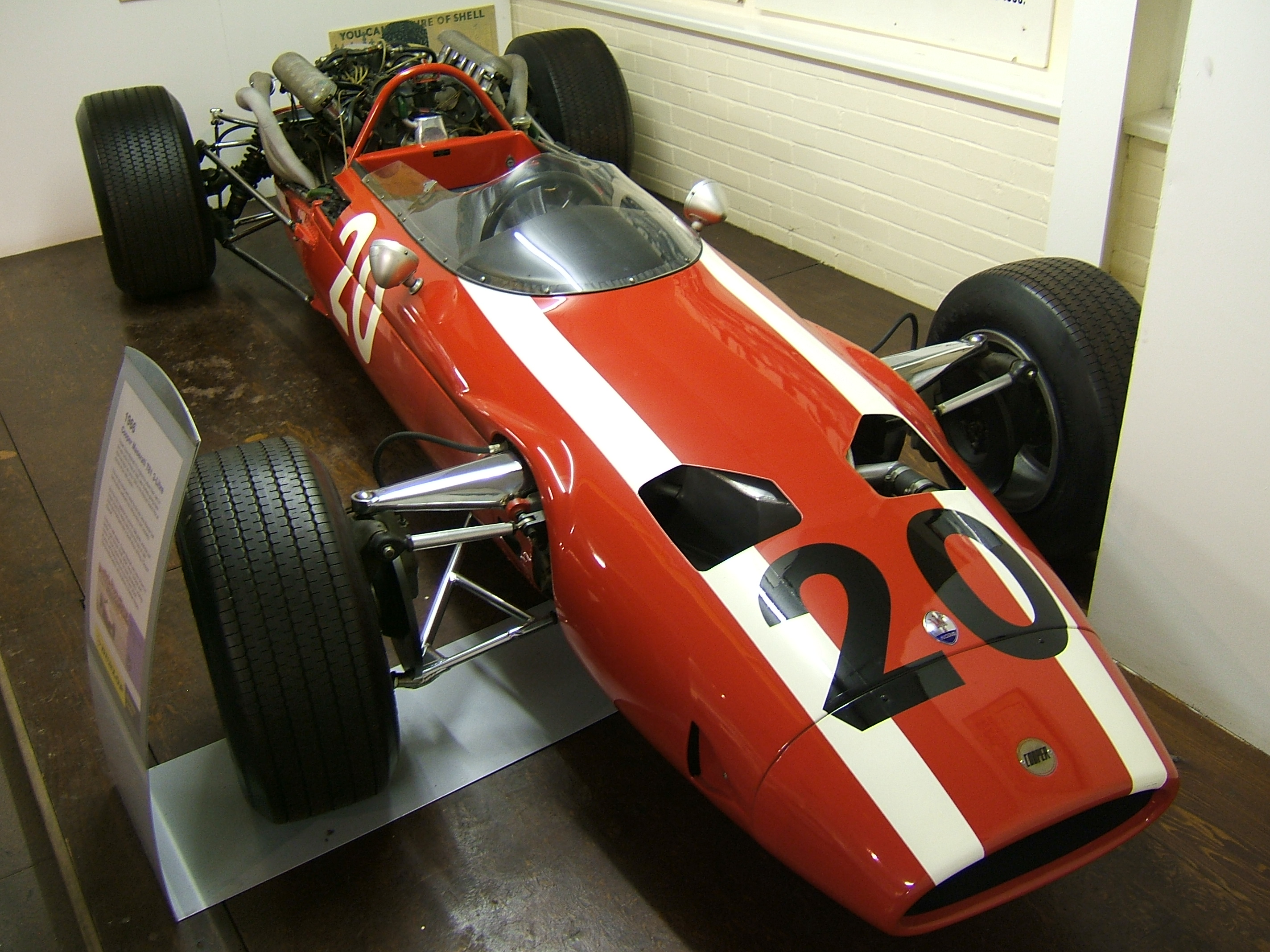
Plusieurs équipes privées engagent des Cooper T81 à moteur V12 Maserati. Ici celle de l'écurie de Joakim Bonnier.

L'équipe Cooper est présentes avec les mêmes monoplaces qu'à Zandvoort : trois T81 à moteur V12 Maserati, dont une version 1967 (T81B) confiée à Jochen Rindt, les deux autres (celle de Pedro Rodríguez et le mulet) étant des modèles 1966. Dotées d'un châssis monocoque, ces voitures sont relativement lourdes (620 kg pour la version T81B, à boîte de vitesses Hewland, et 640 kg pour les autres, dotées d'une boîte ZF). Leur V12 à double allumage, alimenté par un système d'injection Lucas, développe 360 chevaux à 9000 tr/min. Une évolution 36 soupapes de ce moteur, offrant 400 chevaux à 10000 tr/min, a été testée mais sa fiabilité s'est révélée désastreuse. Les Cooper sont chaussées de pneus Firestone.
- Cooper T81 privées

Le Rob Walker engage une Cooper T81 pour Joseph Siffert, les pilotes indépendants Joakim Bonnier et Guy Ligier disposant chacun d'un modèle identique. Contrairement aux versions "usine", les T81 privées utilisent une version à simple allumage du V12 Maserati et ne disposent que de 330 chevaux. Siffert et Bonnier ont des pneus Firestone, Ligier des pneus Dunlop.
- BRM P83 & P261 "Usine"

L'écurie d'Alfred Owen a engagé deux P83 à moteur 16 cylindres, mais devant le manque de confiance de Jackie Stewart et de Mike Spence dans ces voitures peu fiables, deux anciennes BRM P261 à moteur V8 ont également été amenées. La nouvelle P115 (évolution de la P83), testée par Stewart à Zandvoort, insuffisamment au point, est restée à l'usine. Imposantes, les P83 ont une structure monocoque et sont dotées d'une boîte de vitesses à six rapports réalisée en interne ; elles pèsent 700 kg. Leur moteur H16, alimenté par un système d'injection indirecte Lucas, développe 400 chevaux à 10000 tr/min. Conçues pour la Formule 1 1500 cm3, les petites P261 utilisent la version Tasmane du moteur V8, d'une cylindrée de 2070 cm3 (270 ch à 10000 tr/min). Elles ont été lestées pour atteindre le seuil minimal de 500 kg et sont chaussées de pneus Firestone, contrairement aux P83 pour lesquelles les Goodyear conviennent mieux.
- BRM P83 privée

L'écurie dirigée par Tim Parnell a engagé une BRM P83 pour l'espoir britannique Chris Irwin. Il s'agit du premier châssis construit, récemment racheté au constructeur de Bourne.
- Lotus 49 "Usine"

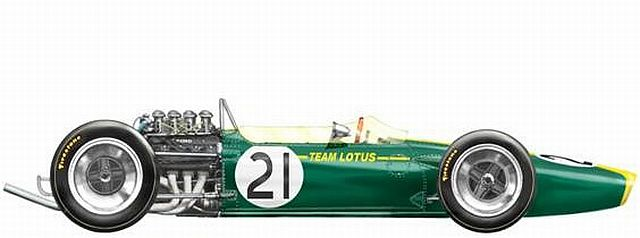
La Lotus 49 de Jim Clark.

Dès sa première sortie, à Zandvoort, la Lotus 49 conçue par Colin Chapman en collaboration avec le motoriste Keith Duckworth, a dominé la concurrence, Graham Hill s'étant alors montré de loin le plus rapide aux essais tandis qu'en course Jim Clark avait brillamment pris le relais de son coéquipier malchanceux pour remporter une nette victoire. Se singularisant par son châssis monocoque dépourvu de partie postérieure, la Lotus 49 inaugure le concept de moteur porteur, son V8 Cosworth DFV étant directement boulonné à l'arrière du cockpit. Ultra léger (168 kg pour l'ensemble moteur, embrayage et accessoires), ce V8 à double arbre à cames en tête comprend une distribution à quatre soupapes par cylindre ; alimenté par injection indirecte Lucas, il développe 400 chevaux à 9000 tr/min. Il est couplé à une boîte cinq vitesses ZF. Clark et Hill pilotent les mêmes voitures qu'aux Pays-Bas et ne disposent pas de mulet. Ils utilisent des pneus Firestone.
- Lotus 33 privée

En plus de la BRM P83 présente, Tim Parnell a également engagé en réserve sa Lotus 33 à moteur V8 BRM (2070 cm3, près de 280 chevaux) pour son pilote Chris Irwin. Elle est dotée d'une boîte de vitesses Hewland à cinq rapports. Elle pèse 500 kg et utilise des pneus Firestone.
- Eagle T1G "Usine"

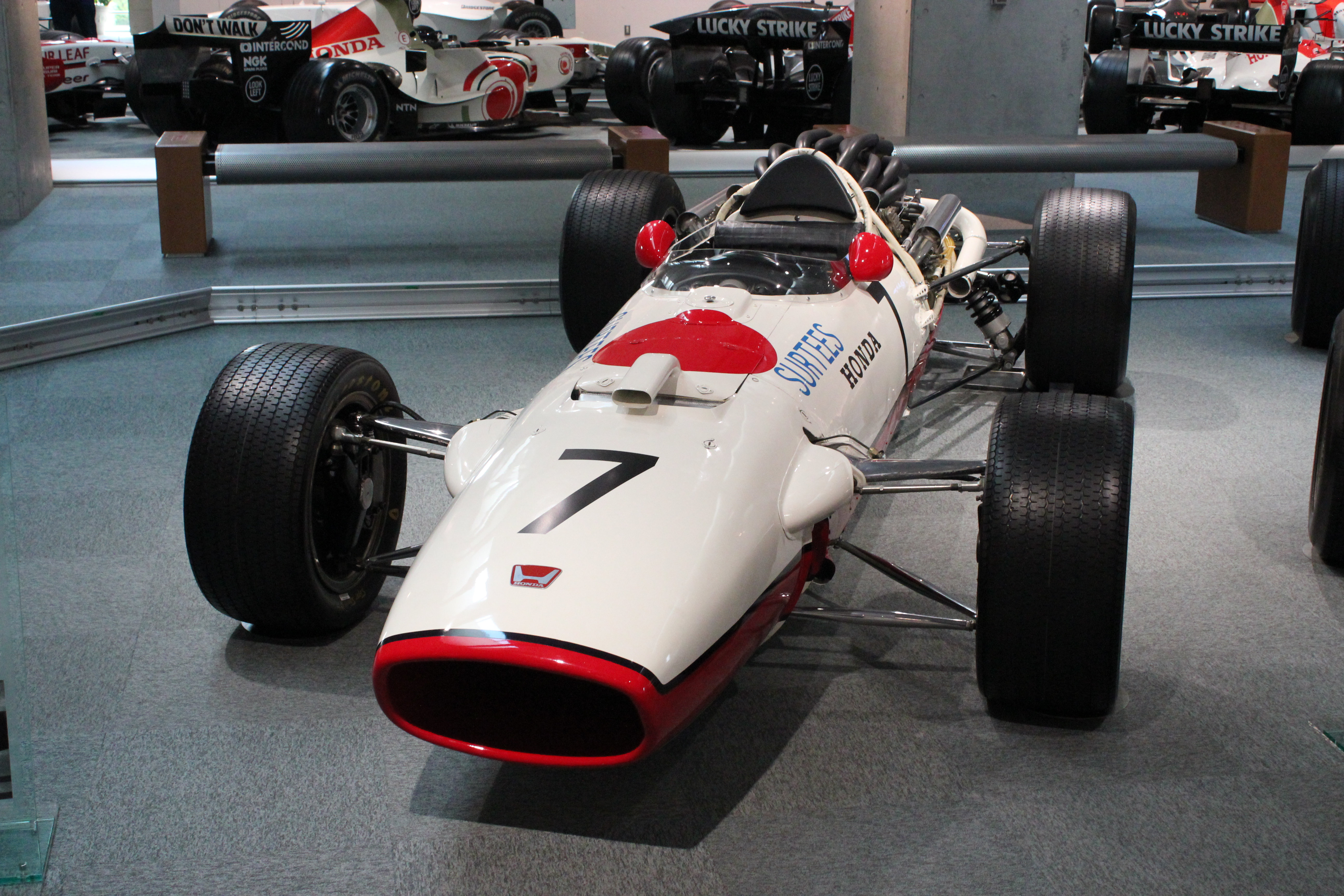
La Honda RA273 de John Surtees.

Sans deuxième pilote au sein de son équipe depuis le renoncement de Richie Ginther, le pilote-constructeur Dan Gurney avait tout d'abord offert un volant à Bob Bondurant, projet resté sans suite. Un engagement de dernière minute d'A. J. Foyt, avec qui il venait de partager la victoire aux 24 Heures du Mans, a ensuite été envisagé, mais le pilote texan n'a pas voulu renoncer à courir le Telegram Trophy Race, à Mosport. Bruce McLaren ayant renoncé à faire courir sa monoplace intérimaire (ex F2) sur ce circuit rapide, le volant de la deuxième Eagle lui a alors été proposé, avant que l'équipe ne réalise finalement qu'il valait mieux se garder une voiture de réserve. Gurney aura donc à sa disposition deux Eagle T1G à moteur V12 Weslake, privilégiant la nouvelle version allégée (525 kg), dont la structure monocoque a été réalisée à partir de titane et de magnésium, l'autre châssis (intégralement en aluminium) pesant 50 kg de plus. Le V12 à double arbre à cames en tête et quatre soupapes par cylindre délivre plus de 410 chevaux à 10000 tr/min. Il est associé à une boîte cinq vitesses Hewland. Gurney utilise des pneus Goodyear.
- Honda RA273 "Usine"

Inspirées, pour la partie châssis, des Lotus 38 conçues pour les courses sur circuit ovale, les Honda RA273 sont les plus lourdes monoplaces du plateau, affichant 740 kg sur la balance. Leur structure monocoque est constituée de tôles d'aluminium rivetées englobant neuf outres à essence cloisonnées. Elles sont motorisées par un V12 à double arbre à cames en tête comportant 48 soupapes. Alimenté par un système d'injection indirecte Honda, il développe 420 chevaux à 10500 tr/min. La transmission est assurée par une boîte cinq vitesses réalisée en interne. Unique pilote de l'équipe japonaise, John Surtees a deux monoplaces à sa disposition, dont une à voies élargies. Il utilise des pneus Goodyear.
- McLaren M4B "Usine"

Ayant initialement engagé sa petite M4B (une monoplace conçue pour la Formule 2, modifiée pour le montage d'un moteur deux litres BRM), Bruce McLaren a finalement jugé qu'elle ne serait pas assez compétitive sur un circuit ultra-rapide et son équipe n'a pas effectué le déplacement à Francorchamps. 

## Coureurs inscrits
| no     | Pilote                | Écurie                                           | Constructeur  | Modèle                    | N° châssis       | Moteur                            | Pneumatiques |
| ------ | --------------------- | ------------------------------------------------ | ------------- | ------------------------- | ---------------- | --------------------------------- | ------------ |
| 1      | Chris Amon            | SpA Ferrari SEFAC                                | Ferrari       | Ferrari 312/67            | 312/0003         | Ferrari 242 V12                   | F            |
| 2      | Ludovico Scarfiotti   | SpA Ferrari SEFAC                                | Ferrari       | Ferrari 312/67            | 312/0005         | Ferrari 242 V12                   | F            |
| 3      | Mike Parkes           | SpA Ferrari SEFAC                                | Ferrari       | Ferrari 312               | 312/0012         | Ferrari 242 V12                   | F            |
| 7      | John Surtees          | Honda R&D Company                                | Honda         | Honda RA273               | F102             | Honda RA273E V12                  | G            |
| 7T     | John Surtees          | Honda R&D Company                                | Honda         | Honda RA273               | F103             | Honda RA273E V12                  | F            |
| 10     | Bruce McLaren         | Bruce McLaren Motor Racing Anglo-American Racers | McLaren Eagle | McLaren M4B Eagle T1G     | M4B/1 102        | BRM P111 V8 Weslake 58 V12        | G            |
| 12     | Jackie Stewart        | Owen Racing Organisation                         | BRM           | BRM P261                  | 2616             | BRM P60 V8                        | F            |
| 12 14  | Jackie Stewart        | Owen Racing Organisation                         | BRM           | BRM P83                   | 8303             | BRM P75 H16                       | G            |
| 14 12  | Mike Spence           | Owen Racing Organisation                         | BRM           | BRM P83                   | 8302             | BRM P75 H16                       | G            |
| 14     | Mike Spence           | Owen Racing Organisation                         | BRM           | BRM P261                  | 2614             | BRM P60 V8                        | F            |
| 16     | Bob Bondurant         | Anglo-American Racers                            | Eagle         | Eagle T1G                 | 102              | Weslake 58 V12                    | G            |
| 17     | Chris Irwin           | Reg Parnell Racing Owen Racing Organisation      | Lotus BRM     | Lotus 33 BRM P83 BRM P261 | 33 R13 8301 2614 | BRM P56 V8 BRM P75 H16 BRM P60 V8 | F            |
| 19     | Bob Anderson          | DW Racing Enterprises                            | Brabham       | Brabham BT11              | F1-5-64          | Coventry Climax FPF L4            | F            |
| 21     | Jim Clark             | Team Lotus                                       | Lotus         | Lotus 49                  | 49 R2            | Ford Cosworth DFV V8              | F            |
| 22     | Graham Hill           | Team Lotus                                       | Lotus         | Lotus 49                  | 49 R1            | Ford Cosworth DFV V8              | F            |
| 25     | Jack Brabham          | Brabham Racing Organisation                      | Brabham       | Brabham BT24              | BT24/1           | Repco 740 V8                      | G            |
| 26     | Denny Hulme           | Brabham Racing Organisation                      | Brabham       | Brabham BT19              | F1-1-65          | Repco 740 V8                      | G            |
| 29     | Jochen Rindt          | Cooper Car Company                               | Cooper        | Cooper T81 B              | F1-1-67          | Maserati 9/F1 V12                 | F            |
| 29T    | Jochen Rindt          | Cooper Car Company                               | Cooper        | Cooper T81                | F1-3-66          | Maserati 9/F1 V12                 | F            |
| 30     | Pedro Rodríguez       | Cooper Car Company                               | Cooper        | Cooper T81                | F1-6-66          | Maserati 9/F1 V12                 | F            |
| 32     | Guy Ligier            | Privé                                            | Cooper        | Cooper T81                | F1-7-66          | Maserati 9/F1 V12                 | D            |
| 34     | Joseph Siffert        | Rob Walker/Jack Durlacher                        | Cooper        | Cooper T81                | F1-2-66          | Maserati 9/F1 V12                 | F            |
| 34T    | Joseph Siffert        | Cooper Car Company                               | Cooper        | Cooper T81                | F1-3-66          | Maserati 9/F1 V12                 | F            |
| 36     | Dan Gurney            | Anglo-American Racers                            | Eagle         | Eagle T1G                 | 104              | Weslake 58 V12                    | G            |
| 37 36T | A. J. Foyt Dan Gurney | Anglo-American Racers                            | Eagle         | Eagle T1G                 | 102              | Weslake 58 V12                    | G            |
| 39     | Joakim Bonnier        | Joakim Bonnier Racing Team                       | Cooper        | Cooper T81                | F1-5-66          | Maserati 9/F1 V12                 | F            |

- Note : la lettre T accolée au numéro désigne la voiture de réserve («Test car», en anglais).

## Qualifications
Deux séances qualificatives de deux heures chacune sont prévues, le vendredi et le samedi après-midi précédant la course.

### Première séance - vendredi 16 juin
C'est par temps sec mais avec une température assez fraiche que commence la première séance qualificative, le vendredi après-midi. Les Lotus et Brabham officielles ont été munies, sur la partie avant, de petits déflecteurs latéraux afin d'éviter que le nez de la voiture ne se soulève à très haute vitesse. Jim Clark est parmi les premiers à prendre la piste, mais la première heure d'essais va surtout permettre aux pilotes d'adapter leurs monoplaces aux spécificités du circuit ardennais. Denny Hulme a hérité de la BT19 utilisée jusqu'alors par Jack Brabham ; les réglages adoptés par son patron ne lui conviennent pas et il va passer toute la séance à tenter de l'adapter à son style de pilotage, s'arrêtant à chaque tour. Ayant tous deux le choix entre les petites BRM V8 et les puissantes «16 cylindres», Jackie Stewart et Mike Spence font des essais comparatifs et ne tardent pas à opter pour les gros modèles, nettement plus efficaces sur ce tracé enchaînant les portions très rapides. Au sein de l'équipe Parnell, Chris Irwin va tout d'abord utiliser sa Lotus à moteur BRM avant d'essayer sa BRM «16 cylindres», avec laquelle il sera toutefois moins à l'aise. Dès le début de la deuxième heure, la chasse au meilleur temps commence et les records tombent, la plupart des concurrents descendant sous la barrière des 3 min 40 s au tour. Les Lotus dominent les débats, Clark et Graham Hill s'installant bientôt en haut de la hiérarchie, le pilote écossais se révélant le plus rapide avec un tour à 240 km/h de moyenne, battant de près d'une seconde et demie son coéquipier. Sur son Eagle, Dan Gurney figure parmi les plus rapides, bien que s'etant arrêté au stand au moment où il tournait le plus vite… En fin de séance Clark repart et améliore de quelques dixièmes de secondes son meilleur temps, avant d'écraser la concurrence avec un tour à 242,9 km/h de moyenne. Gurney tente de répliquer, mais échoue à deux secondes du champion écossais, réussissant néanmoins à s'intercaler entre les deux pilotes Lotus. Derrière eux, Stewart réalise le quatrième temps, à près de sept secondes toutefois de son compatriote. Il devance de peu les deux Ferrari de Mike Parkes et Chris Amon, ainsi que Brabham qui, avec une monoplace rendant 15 km/h en pointe aux plus rapides, a accompli le septième meilleur temps. N'ayant parcouru aucun tour lancé, Hulme n'a pas été officiellement chronométré.
| Pos. | Pilote              | Écurie          | Temps        | Écart          |
| ---- | ------------------- | --------------- | ------------ | -------------- |
| 1    | Jim Clark           | Lotus-Ford      | 3 min 29 s 0 |                |
| 2    | Dan Gurney          | Eagle-Weslake   | 3 min 31 s 2 | + 2 s 2        |
| 3    | Graham Hill         | Lotus-Ford      | 3 min 32 s 9 | + 3 s 9        |
| 4    | Jackie Stewart      | BRM             | 3 min 35 s 9 | + 6 s 9        |
| 5    | Mike Parkes         | Ferrari         | 3 min 36 s 6 | + 7 s 6        |
| 6    | Chris Amon          | Ferrari         | 3 min 36 s 8 | + 7 s 8        |
| 7    | Jack Brabham        | Brabham-Repco   | 3 min 36 s 9 | + 7 s 9        |
| 8    | Jochen Rindt        | Cooper-Maserati | 3 min 39 s 5 | + 10 s 5       |
| 9    | John Surtees        | Honda           | 3 min 39 s 9 | + 10 s 9       |
| 10   | Joakim Bonnier      | Cooper-Maserati | 3 min 40 s 0 | + 11 s 0       |
| 11   | Mike Spence         | BRM             | 3 min 40 s 7 | + 11 s 7       |
| 12   | Ludovico Scarfiotti | Ferrari         | 3 min 42 s 1 | + 13 s 1       |
| 13   | Pedro Rodríguez     | Cooper-Maserati | 3 min 43 s 6 | + 14 s 6       |
| 14   | Joseph Siffert      | Cooper-Maserati | 3 min 45 s 4 | + 16 s 4       |
| 15   | Bob Anderson        | Brabham-Climax  | 3 min 52 s 4 | + 23 s 4       |
| 16   | Chris Irwin         | Lotus-BRM       | 4 min 00 s 0 | + 31 s 0       |
| 17   | Guy Ligier          | Cooper-Maserati | 4 min 01 s 2 | + 32 s 2       |
| 18   | Denny Hulme         | Brabham-Repco   | 5 min 57 s 9 | + 2 min 28 s 9 |

### Deuxième séance - samedi 17 juin
Le ciel est dégagé pour la deuxième session qualificative, le samedi après-midi. Au cours de la première heure, peu de voitures prennent la piste, les plus assidus étant Amon et Irwin, à qui l'équipe officielle BRM a confié une de ses monoplaces à moteur V8. La deuxième partie des essais sera plus intense. Entamant une série de tours rapides, Clark va profiter de l'aspiration des Ferrari d'Amon et de Ludovico Scarfiotti pour améliorer sa performance de la veille, pulvérisant, à 243,9 km/h, le record officieux de la piste. Nul ne se hissera à son niveau, Gurney parvenant seulement à égaler son chrono du vendredi, conservant sa place au milieu de la première ligne de la grille de départ. Bien parti pour améliorer sa position, Hill a dû relâcher son effort, son moteur commençant à perdre de l'huile. S'aspirant mutuellement, Jochen Rindt (sur la plus récente des Cooper) et Amon réalisent le même temps (à plus de six secondes de Clark) qui leur vaut de partager la deuxième ligne de la grille, derrière les deux Lotus et l'Eagle de Gurney. Sixième, Stewart partira à la corde de la troisième ligne, au côté de Brabham (qui a dû se faire aspirer pour compenser le manque de puissance de son moteur) et de Parkes. Sur la deuxième Cooper officielle, Pedro Rodríguez, handicapé par des problèmes de boîte de vitesses, n'a réalisé que le treizième temps ; il est devancé par la Cooper privée de Joakim Bonnier. Dans l'écurie de Rob Walker, on préfère ménager le V12 Maserati, bien fatigué et dont un des joints de culasse a été réparé avec de la colle Araldite, et Joseph Siffert n'a pas utilisé sa propre Cooper, participant néanmoins aux essais sur le mulet prêté par l'usine. Hulme, qui a consacré une bonne partie de la journée à optimiser les réglages de sa voiture pour la course, n'a obtenu que le quatorzième temps, à plus de douze secondes de Clark !
| Pos. | Pilote              | Écurie          | Temps        | Écart    |
| ---- | ------------------- | --------------- | ------------ | -------- |
| 1    | Jim Clark           | Lotus-Ford      | 3 min 28 s 1 |          |
| 2    | Dan Gurney          | Eagle-Weslake   | 3 min 31 s 2 | + 3 s 1  |
| 3    | Graham Hill         | Lotus-Ford      | 3 min 33 s 4 | + 5 s 3  |
| 4    | Jochen Rindt        | Cooper-Maserati | 3 min 34 s 3 | + 6 s 2  |
| 5    | Chris Amon          | Ferrari         | 3 min 34 s 3 | + 6 s 2  |
| 6    | Jackie Stewart      | BRM             | 3 min 34 s 8 | + 6 s 7  |
| 7    | Jack Brabham        | Brabham-Repco   | 3 min 35 s 0 | + 6 s 9  |
| 8    | Mike Parkes         | Ferrari         | 3 min 36 s 9 | + 8 s 8  |
| 9    | Ludovico Scarfiotti | Ferrari         | 3 min 37 s 7 | + 9 s 6  |
| 10   | John Surtees        | Honda           | 3 min 38 s 4 | + 10 s 3 |
| 11   | Mike Spence         | BRM             | 3 min 38 s 5 | + 10 s 4 |
| 12   | Joakim Bonnier      | Cooper-Maserati | 3 min 39 s 1 | + 11 s 0 |
| 13   | Pedro Rodríguez     | Cooper-Maserati | 3 min 39 s 5 | + 11 s 4 |
| 14   | Denny Hulme         | Brabham-Repco   | 3 min 40 s 3 | + 12 s 2 |
| 15   | Chris Irwin         | BRM             | 3 min 44 s 3 | + 16 s 2 |
| 16   | Joseph Siffert      | Cooper-Maserati | 3 min 46 s 6 | + 18 s 5 |
| 17   | Bob Anderson        | Brabham-Climax  | 3 min 49 s 5 | + 21 s 4 |
| 18   | Guy Ligier          | Cooper-Maserati | 4 min 02 s 3 | + 34 s 2 |

### Tableau final des qualifications

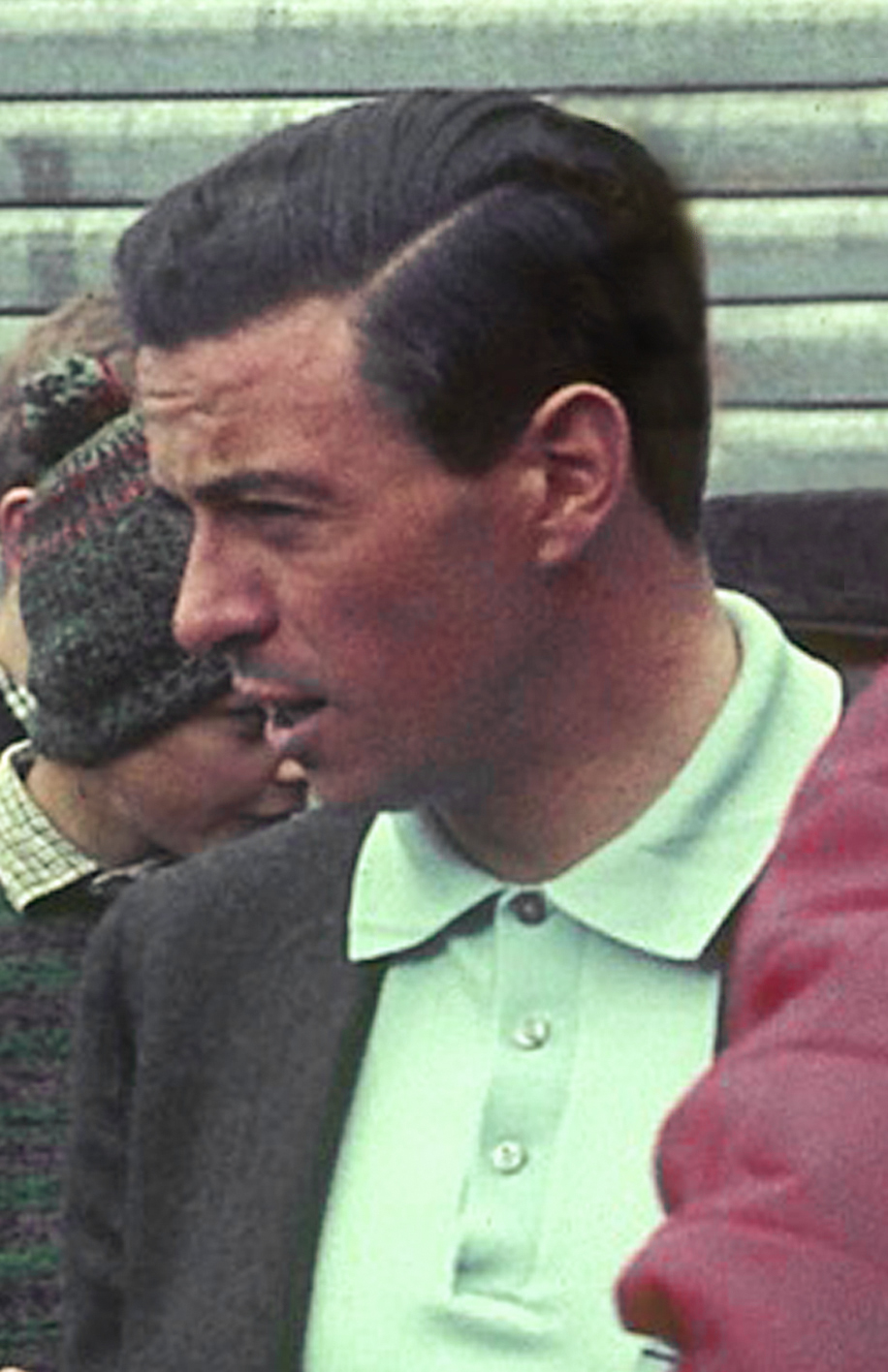
Jim Clark a dominé les deux séances d'essais.

| Pos. | Pilote              | Écurie          | Temps        | Écart    | Commentaire               |
| ---- | ------------------- | --------------- | ------------ | -------- | ------------------------- |
| 1    | Jim Clark           | Lotus-Ford      | 3 min 28 s 1 |          | temps réalisé le samedi   |
| 2    | Dan Gurney          | Eagle-Weslake   | 3 min 31 s 2 | + 3 s 1  | temps réalisé le vendredi |
| 3    | Graham Hill         | Lotus-Ford      | 3 min 32 s 9 | + 4 s 8  | temps réalisé le vendredi |
| 4    | Jochen Rindt        | Cooper-Maserati | 3 min 34 s 3 | + 6 s 2  | temps réalisé le samedi   |
| 5    | Chris Amon          | Ferrari         | 3 min 34 s 3 | + 6 s 2  | temps réalisé le samedi   |
| 6    | Jackie Stewart      | BRM             | 3 min 34 s 8 | + 6 s 7  | temps réalisé le samedi   |
| 7    | Jack Brabham        | Brabham-Repco   | 3 min 35 s 0 | + 6 s 9  | temps réalisé le samedi   |
| 8    | Mike Parkes         | Ferrari         | 3 min 36 s 6 | + 8 s 5  | temps réalisé le vendredi |
| 9    | Ludovico Scarfiotti | Ferrari         | 3 min 37 s 7 | + 9 s 6  | temps réalisé le samedi   |
| 10   | John Surtees        | Honda           | 3 min 38 s 4 | + 10 s 3 | temps réalisé le samedi   |
| 11   | Mike Spence         | BRM             | 3 min 38 s 5 | + 10 s 4 | temps réalisé le samedi   |
| 12   | Joakim Bonnier      | Cooper-Maserati | 3 min 39 s 1 | + 11 s 0 | temps réalisé le samedi   |
| 13   | Pedro Rodríguez     | Cooper-Maserati | 3 min 39 s 5 | + 11 s 4 | temps réalisé le samedi   |
| 14   | Denny Hulme         | Brabham-Repco   | 3 min 40 s 3 | + 12 s 2 | temps réalisé le samedi   |
| 15   | Chris Irwin         | BRM             | 3 min 44 s 3 | + 16 s 2 | temps réalisé le samedi   |
| 16   | Joseph Siffert      | Cooper-Maserati | 3 min 45 s 4 | + 17 s 3 | temps réalisé le vendredi |
| 17   | Bob Anderson        | Brabham-Climax  | 3 min 49 s 5 | + 21 s 4 | temps réalisé le samedi   |
| 18   | Guy Ligier          | Cooper-Maserati | 4 min 01 s 2 | + 33 s 1 | temps réalisé le vendredi |

## Grille de départ
| 1re ligne | Pos. 1                      |                                 | Pos. 2                        |                            | Pos. 3                        |
|           | Clark Lotus 3 min 28 s 1    |                                 | Gurney Eagle 3 min 31 s 2     |                            | G. Hill Lotus 3 min 32 s 9    |
| 2e ligne  |                             | Pos. 4                          |                               | Pos. 5                     |                               |
|           |                             | Rindt Cooper 3 min 34 s 3       |                               | Amon Ferrari 3 min 34 s 3  |                               |
| 3e ligne  | Pos. 6                      |                                 | Pos. 7                        |                            | Pos. 8                        |
|           | Stewart BRM 3 min 34 s 8    |                                 | Brabham 3 min 35 s 0          |                            | Parkes Ferrari 3 min 36 s 6   |
| 4e ligne  |                             | Pos. 9                          |                               | Pos. 10                    |                               |
|           |                             | Scarfiotti Ferrari 3 min 37 s 7 |                               | Surtees Honda 3 min 38 s 4 |                               |
| 5e ligne  | Pos. 11                     |                                 | Pos. 12                       |                            | Pos. 13                       |
|           | Spence BRM 3 min 38 s 5     |                                 | Bonnier Cooper 3 min 39 s 1   |                            | Rodríguez Cooper 3 min 39 s 5 |
| 6e ligne  |                             | Pos. 14                         |                               | Pos. 15                    |                               |
|           |                             | Hulme Brabham 3 min 40 s 3      |                               | Irwin BRM 3 min 44 s 4     |                               |
| 7e ligne  | Pos. 16                     |                                 | Pos. 17                       |                            | Pos. 18                       |
|           | Siffert Cooper 3 min 45 s 4 |                                 | Anderson Brabham 3 min 49 s 5 |                            | Ligier Cooper 4 min 01 s 2    |

## Déroulement de la course

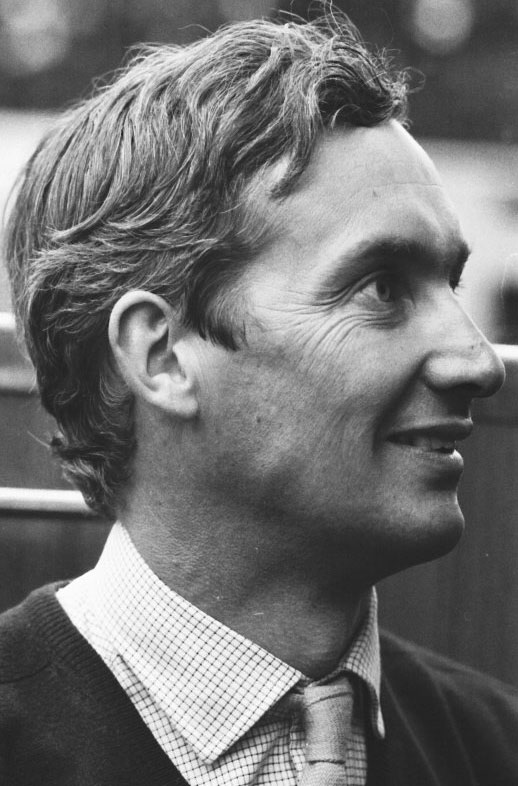
Le pilote britannique Mike Parkes a été grièvement blessé après avoir été éjecté de sa Ferrari à la fin du premier tour.

Le ciel est couvert le dimanche matin, mais les nuages vont se disperser progressivement et c'est sous un grand soleil que le départ va être donné, à quinze heures trente, les dix-huit pilotes ayant effectué un tour de reconnaissance avant de se placer sur la grille. Au volant de sa Lotus, Jim Clark exploite parfaitement sa pole position et prend immédiatement l'avantage sur ses adversaires, alors que son coéquipier Graham Hill ne parvient pas à démarrer son moteur à cause d'un problème de batterie et reste immobilisé à l'extérieur de la première ligne. Juste à sa gauche, Gurney a mal anticipé le baisser du drapeau, tardant à sélectionner la première vitesse et son Eagle se retrouve aussitôt enfermée au milieu du peloton. Clark aborde le raidillon en tête, talonné par la Cooper de Jochen Rindt, la BRM de Jackie Stewart et les Ferrari de Mike Parkes et de Chris Amon. Profitant de la descente, Hill a rejoint son stand en roue libre ; c'est avec près de deux minutes de retard qu'il parviendra à s'élancer, après avoir fait remplacé sa batterie. Clark est parti sur un rythme très élevé et se détache rapidement. Derrière lui, Rindt est bientôt débordé par Stewart, puis par Parkes et Amon, la BRM et les Ferrari étant nettement plus puissantes que la Cooper de l'Autrichien. Au niveau de Blanchimont, le pilote Lotus a déjà deux secondes d'avance sur son compatriote. Si les deux premiers négocient parfaitement la courbe rapide, Parkes, toujours troisième, va se faire surprendre par une trainée d'huile à cet endroit ; il perd le contrôle de sa Ferrari, qui heurte violemment le talus et se retourne, éjectant son pilote. Le Britannique sera relevé sérieusement commotionné, grièvement blessé aux jambes et au poignet. Amon, Rindt et Gurney, qui le suivaient de près, sont parvenus à éviter sa monoplace en perdition. Derrière Clark et Stewart, que deux secondes et demie séparent, l'accident de Parkes a provoqué une cassure : Amon, inquiet au sujet de son coéquipier, accuse déjà plus de sept secondes de retard. Quatrième, Rindt est une seconde plus loin, précédant Gurney de quelques longueurs. À quinze secondes de la Lotus de tête, Pedro Rodríguez (sur la deuxième Cooper officielle) mène un peloton comprenant la Brabham du champion du monde, la BRM de Mike Spence, la Ferrari de Ludovico Scarfiotti, la Cooper privée de Joakim Bonnier et la Brabham de Denny Hulme. Les autres, emmenés par la Cooper de Joseph Siffert, sont à plus d'une demi-minute. Le vilebrequin de la Honda de John Surtees a cassé peu avant le virage de La Source, et le pilote britannique a rejoint son stand en roue libre avant d'abandonner. 
Clark accentue son avance au cours du deuxième tour, qu'il accomplit à plus de 235 km/h de moyenne, portant son avance sur Stewart à cinq secondes. Gurney s'est emparé de la troisième place après avoir successivement dépassé Rindt et Amon, ce dernier ayant sensiblement levé le pied après avoir été témoin de l'accident de son coéquipier. Venant de doubler Rodríguez, Brabham est remonté à la sixième place et revient rapidement sur Rindt. La piste est cependant souillée par endroits et l'allure baisse sensiblement. Brabham a facilement pris le meilleur sur Rindt et se trouve maintenant dans le sillage d'Amon, qui n'ose plus pousser à fond sa Ferrari. Hill a dû rentrer une nouvelle fois au stand, cette fois pour un problème d'embrayage. Reparti après un long arrêt, il abandonnera peu après. Cependant, l'état de la piste s'améliore et la cadence s'accélère. Clark va battre à plusieurs reprises le record du tour, approchant les 238 km/h de moyenne et distançant nettement l'écart sur Stewart, dont le retard va passer de onze secondes au cinquième tour à dix-neuf trois boucles plus tard. Pénalisé par le manque de puissance du moteur Repco, Brabham a néanmoins réussi à déborder Amon et navigue au quatrième rang, sans toutefois menacer Gurney, qui bénéficie d'une vitesse de pointe nettement supérieure. À l'issue du dixième tour, Clark continue à marquer la course de son empreinte, Stewart et Gurney pointant respectivement à vingt-et-une et vingt-deux secondes du champion écossais. Bien que tirant le maximum de sa machine, Brabham accuse déjà près d'une minute de retard. Il a creusé l'écart sur Rodríguez et Amon, en lutte pour la cinquième place, alors que Rindt a rétrogradé au septième rang. Clark bat une nouvelle fois le record de la piste en tournant à 238,3 km/h et semble bien parti pour une deuxième victoire consécutive quand, à la fin du douzième tour, lors de la ré-accélération à la sortie de l'épingle de La Source, le V8 ne repart pas à plein régime, ne tournant plus que sur sept cylindres. Le pilote écossais s'arrête aussitôt à son stand où l'on constate rapidement qu'une bougie s'est désintégrée à cause d'un trop fort serrage. L'arrêt de la Lotus laisse Stewart et Gurney aux prises pour la victoire, mais à la surprise générale l'Eagle effectue également un passage au stand, le pilote-constructeur signalant à ses mécaniciens un manque de pression d'essence mais repartant aussitôt, ayant perdu une quinzaine de secondes sur Stewart qui caracole seul en tête. Brabham est maintenant troisième, à un peu plus de quarante secondes de la BRM. Ródriguez arrive ensuite, puis Rindt et Amon. Le remplacement de la bougie va coûter plus de deux minutes à Clark, qui reprend la piste en huitième position, derrière la Ferrari de Scarfiotti qu'il mettra moins d'un tour à dépasser. L'arrêt de Gurney n'a été qu'une fausse alerte, l'Américain tenant la cadence de Stewart. Brabham est toujours troisième à la fin du treizième tour mais il a considérablement ralenti et Ródriguez est revenu sur ses talons ; le vétéran australien doit composer avec un problème de lubrification de son moteur et a nettement levé le pied. Ródriguez va le doubler facilement, bientôt imité par Amon et Rindt qui roulent toujours de concert. À la mi-course, l'écart entre les deux premiers s'est stabilisé à quinze secondes. Troisième, Ródriguez est à une minute, environ trois secondes devant le duo Amon/Rindt. Bien qu'ayant nettement ralenti, Brabham est toujours sixième, très loin devant Clark qui s'arrête une nouvelle fois au stand, une autre bougie ayant cassé ! Presque deux minutes supplémentaires de perdues pour l'Écossais, qui de plus redémarre avec des problèmes de boîtes de vitesses, ne pouvant bientôt plus utiliser que les troisième et cinquième rapports.

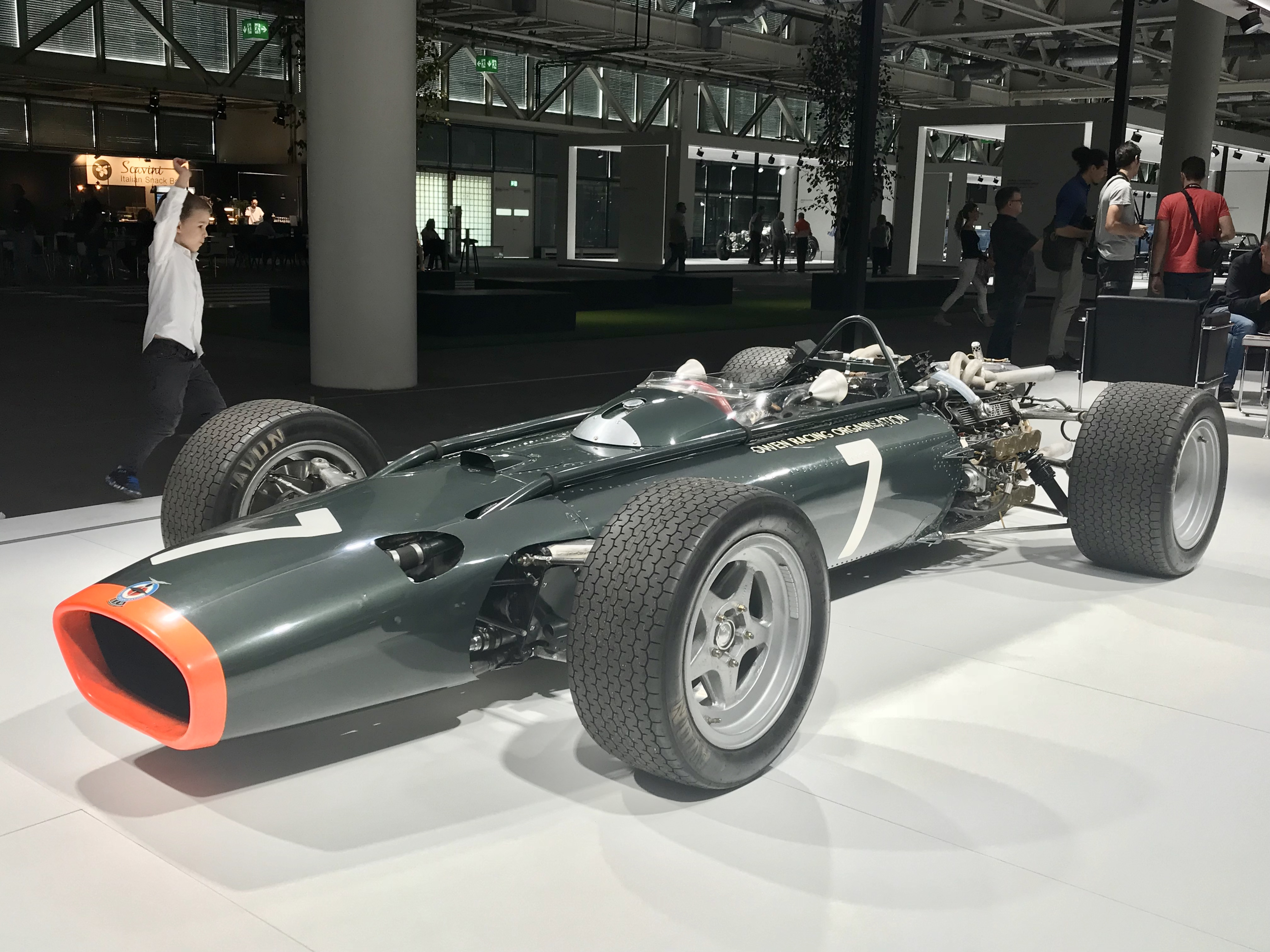
Au volant de la BRM P83 à moteur seize cylindres, Jackie Stewart pouvait prétendre à la victoire.

Sentant Stewart à sa portée, Gurney hausse alors le rythme et l'avance de Stewart commence à fondre. Le pilote californien va améliorer à deux reprises le record du tour, le fixant à 239,5 km/h à la fin du dix-neuvième tour. Il ne compte alors plus que sept secondes de retard sur l'homme de tête et le suspense est à son comble. Rassuré sur l'état de santé de son compagnon d'écurie, Amon pilote désormais sans retenue ; après s'être détaché de Rindt, il est parvenu à dépasser Ródriguez pour le gain de la troisième place. Désormais sixième, Scarfiotti est à plus de trois minutes des hommes de tête. Stewart croit encore en ses chances de victoire lorsque son sélecteur de vitesses commence à sauter, provoquant un surrégime. Dès lors, le pilote écossais va devoir constamment maintenir une main sur le levier, pilotant de l'autre. Désormais incapable de négocier parfaitement les courbes rapides, il ne peut contenir longtemps Gurney, qui le dépasse sans coup férir au cours du vingt-et-unième tour. Dès lors la course est jouée, le pilote américain s'éloignant au rythme de cinq secondes par tour, Stewart se contentant d'assurer sa deuxième place, bien loin devant Amon et Ródriguez. Retardé par un sérieux problème de freins, Scarfiotti a perdu plus d'un quart d'heure au stand et ne sera pas classé. À quatre tours de l'arrivée, le moteur Maserati de ce dernier explose et Rindt hérite de la quatrième place, devant la BRM d'Irwin et la Lotus de Clark, attardées. La course se termine sans autre changement, Gurney remportant une éclatante victoire sur une monoplace de sa construction.

### Classements intermédiaires
Classements intermédiaires des monoplaces aux premier, deuxième, troisième, cinquième, huitième, dixième, douzième, treizième, quatorzième, quinzième, dix-huitième, vingtième, vingt-deuxième et vingt-cinquième tours,.

### Classement de la course

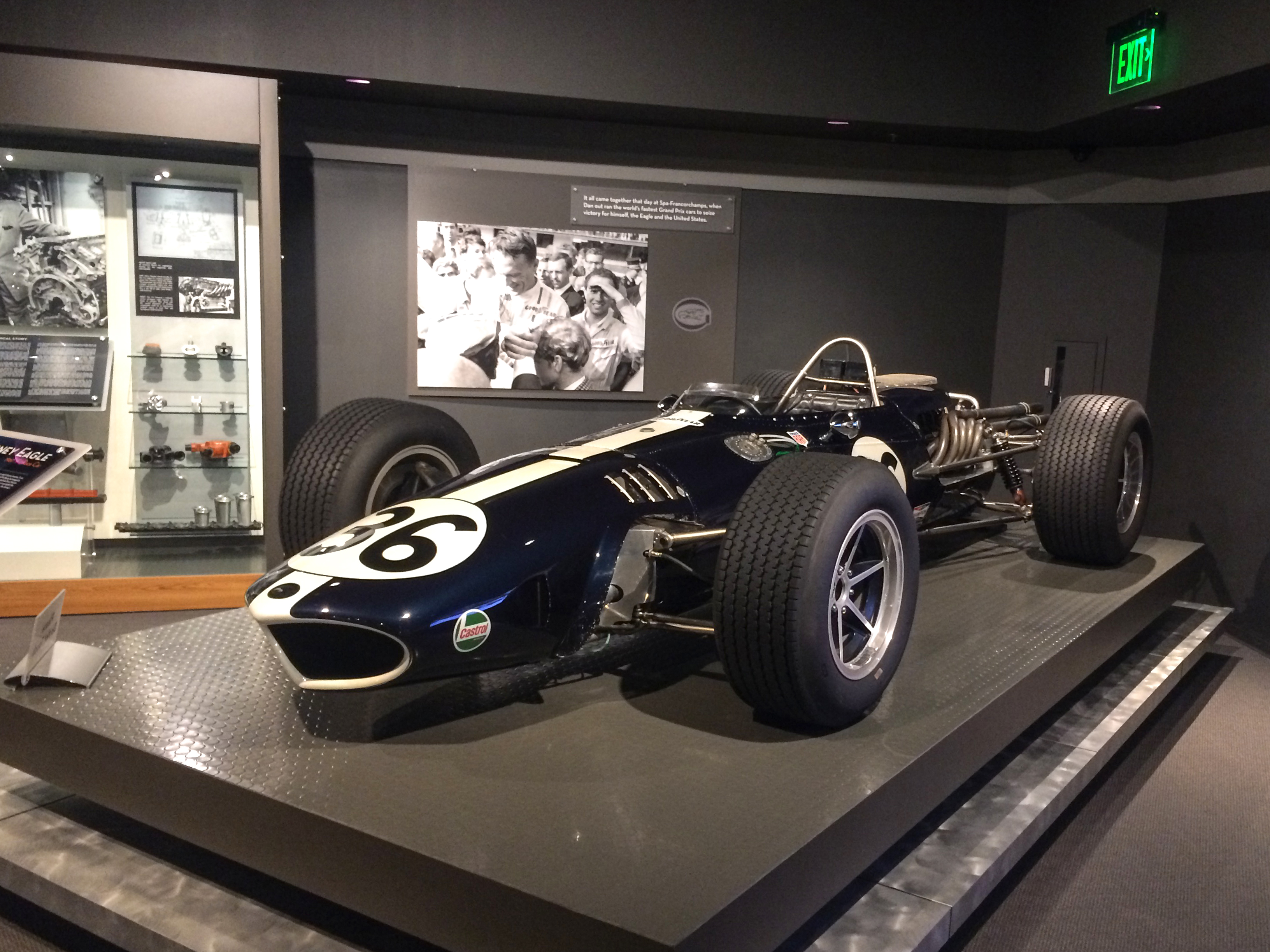
L'Eagle victorieuse de Dan Gurney.

| Pos  | N° | Pilote              | Écurie          | Tours | Temps/Abandon                      | Grille | Points |
| ---- | -- | ------------------- | --------------- | ----- | ---------------------------------- | ------ | ------ |
| 1    | 36 | Dan Gurney          | Eagle-Weslake   | 28    | 1 h 40 min 49 s 4                  | 2      | 9      |
| 2    | 14 | Jackie Stewart      | BRM             | 28    | 1 h 41 min 52 s 4 (+ 1 min 03 s 0) | 6      | 6      |
| 3    | 1  | Chris Amon          | Ferrari         | 28    | 1 h 42 min 29 s 4 (+ 1 min 40 s 0) | 5      | 4      |
| 4    | 29 | Jochen Rindt        | Cooper-Maserati | 28    | 1 h 43 min 03 s 3 (+ 2 min 13 s 9) | 4      | 3      |
| 5    | 12 | Mike Spence         | BRM             | 27    | 1 h 41 min 08 s 9 (+ 1 tour)       | 11     | 2      |
| 6    | 21 | Jim Clark           | Lotus-Ford      | 27    | 1 h 42 min 07 s 7 (+ 1 tour)       | 1      | 1      |
| 7    | 34 | Jo Siffert          | Cooper-Maserati | 27    | 1 h 44 min 27 s 5 (+ 1 tour)       | 16     |        |
| 8    | 19 | Bob Anderson        | Brabham-Climax  | 26    | 1 h 42 min 54 s 6 (+ 2 tours)      | 17     |        |
| 9    | 14 | Pedro Rodríguez     | Cooper-Maserati | 25    | Moteur                             | 13     |        |
| 10   | 32 | Guy Ligier          | Cooper-Maserati | 25    | 1 h 44 min 37 s 8 (+ 3 tours)      | 18     |        |
| Nc.  | 2  | Ludovico Scarfiotti | Ferrari         | 24    | 1 h 44 min 19 s 0 (Non classé)     | 9      |        |
| Abd. | 25 | Jack Brabham        | Brabham-Repco   | 15    | Moteur                             | 7      |        |
| Abd. | 26 | Denny Hulme         | Brabham-Repco   | 14    | Moteur                             | 14     |        |
| Abd. | 39 | Jo Bonnier          | Cooper-Maserati | 10    | Moteur                             | 12     |        |
| Abd. | 22 | Graham Hill         | Lotus-Ford      | 3     | embrayage                          | 3      |        |
| Abd. | 7  | John Surtees        | Honda           | 1     | Moteur                             | 10     |        |
| Abd. | 17 | Chris Irwin         | BRM             | 1     | Moteur                             | 15     |        |
| Abd. | 3  | Mike Parkes         | Ferrari         | 0     | Accident                           | 8      |        |

- Légende : Abd.=Abandon

### Pole position et record du tour
- Pole position :  Jim Clark (Lotus) en 3 min 28 s 1 (vitesse moyenne : 243,921 km/h). Temps réalisé lors de la séance d'essais du samedi 17 juin[18].
- Meilleur tour en course :  Dan Gurney (Eagle) en 3 min 31 s 9 (vitesse moyenne : 239,547 km/h) au dix-neuvième tour.

#### Évolution du meilleur tour en course
Le record du tour fut amélioré huit fois au cours de l'épreuve.

### Tours en tête
- Jim Clark : 12 tours (1-12)
- Jackie Stewart : 8 tours (13-20)
- Dan Gurney : 8 tours (21-28)

## Classement général à l'issue de la course
- Attribution des points : 9, 6, 4, 3, 2, 1 respectivement aux six premiers de chaque épreuve.
- Pour la coupe des constructeurs, même barème et seule la voiture la mieux classée de chaque équipe inscrit des points.
- Le championnat est divisé en deux demi-saisons, seuls les cinq meilleurs résultats (sur six épreuves) étant retenus pour la première et les quatre meilleurs (sur cinq épreuves) pour la deuxième[18].

| Pos. | Pilote              | Écurie  | Points | AFS | MON | NL | BEL | FRA | GBR | 1re ½ saison | ALL | CAN | ITA | USA | MEX | 2e ½ saison |
| ---- | ------------------- | ------- | ------ | --- | --- | -- | --- | --- | --- | ------------ | --- | --- | --- | --- | --- | ----------- |
| 1    | Denny Hulme         | Brabham | 16     | 3   | 9   | 4  | -   |     |     | 16           |     |     |     |     |     |             |
| 2    | Pedro Rodríguez     | Cooper  | 11     | 9   | 2   | -  | -   |     |     | 11           |     |     |     |     |     |             |
|      | Chris Amon          | Ferrari | 11     | -   | 4   | 3  | 4   |     |     | 11           |     |     |     |     |     |             |
| 4    | Jim Clark           | Lotus   | 10     | -   | -   | 9  | 1   |     |     | 10           |     |     |     |     |     |             |
| 5    | Dan Gurney          | Eagle   | 9      | -   | -   | -  | 9   |     |     | 9            |     |     |     |     |     |             |
| 6    | Jack Brabham        | Brabham | 7      | 1   | -   | 6  | -   |     |     | 7            |     |     |     |     |     |             |
| 7    | John Love           | Cooper  | 6      | 6   | -   | -  | -   |     |     | 6            |     |     |     |     |     |             |
|      | Graham Hill         | Lotus   | 6      | -   | 6   | -  | -   |     |     | 6            |     |     |     |     |     |             |
|      | Jackie Stewart      | BRM     | 6      | -   | -   | -  | 6   |     |     | 6            |     |     |     |     |     |             |
| 10   | John Surtees        | Honda   | 4      | 4   | -   | -  | -   |     |     | 4            |     |     |     |     |     |             |
| 11   | Bruce McLaren       | McLaren | 3      | -   | 3   | -  | -   |     |     | 3            |     |     |     |     |     |             |
|      | Jochen Rindt        | Cooper  | 3      | -   | -   | -  | 3   |     |     | 3            |     |     |     |     |     |             |
|      | Mike Spence         | BRM     | 3      | -   | 1   | -  | 2   |     |     | 3            |     |     |     |     |     |             |
| 14   | Bob Anderson        | Brabham | 2      | 2   | -   | -  | -   |     |     | 2            |     |     |     |     |     |             |
|      | Mike Parkes         | Ferrari | 2      | -   | -   | 2  | -   |     |     | 2            |     |     |     |     |     |             |
| 16   | Ludovico Scarfiotti | Ferrari | 1      | -   | -   | 1  |     |     |     | 1            |     |     |     |     |     |             |

| Pos. | Écurie          | Points | AFS | MON | NL | BEL | FRA | GBR | 1re ½ saison | ALL | CAN | ITA | USA | MEX | 2e ½ saison |
| ---- | --------------- | ------ | --- | --- | -- | --- | --- | --- | ------------ | --- | --- | --- | --- | --- | ----------- |
| 1    | Brabham-Repco   | 18     | 3   | 9   | 6  | -   |     |     | 18           |     |     |     |     |     |             |
| 2    | Cooper-Maserati | 14     | 9   | 2   | -  | 3   |     |     | 14           |     |     |     |     |     |             |
| 3    | Ferrari         | 11     | -   | 4   | 3  | 4   |     |     | 11           |     |     |     |     |     |             |
| 4    | Lotus-Ford      | 10     | -   | -   | 9  | 1   |     |     | 10           |     |     |     |     |     |             |
| 5    | Eagle-Weslake   | 9      | -   | -   | -  | 9   |     |     | 9            |     |     |     |     |     |             |
| 6    | BRM             | 7      | -   | 1   | -  | 6   |     |     | 7            |     |     |     |     |     |             |
| 7    | Cooper-Climax   | 6      | 6   | -   | -  | -   |     |     | 6            |     |     |     |     |     |             |
|      | Lotus-BRM       | 6      | -   | 6   | -  | -   |     |     | 6            |     |     |     |     |     |             |
| 9    | Honda           | 4      | 4   | -   | -  | -   |     |     | 4            |     |     |     |     |     |             |
| 10   | McLaren-BRM     | 3      | -   | 3   | -  | -   |     |     | 3            |     |     |     |     |     |             |
| 11   | Brabham-Climax  | 2      | 2   | -   | -  | -   |     |     | 2            |     |     |     |     |     |             |

## À noter
- 4e victoire en championnat du monde pour Dan Gurney.
- 1re victoire en championnat du monde pour Eagle en tant que constructeur.
- 1re victoire en championnat du monde pour Weslake en tant que motoriste.
- 1re victoire en championnat du monde de Dan Gurney au volant de la monoplace Eagle de sa conception. Il rejoint ainsi Jack Brabham dans le club fermé des pilotes-constructeurs victorieux en championnat du monde. Gurney avait remporté sa première victoire en tant que pilote-constructeur lors de la Course des Champions, hors championnat, le 12 mars 1967[21].